# Ernst Zierke
Ernst Zierke (6 de mayo de 1905 – Celle, 1972) fue un Unterscharführer de las SS que participó en el programa Aktion T4 emprendido por la Alemania nazi y que posteriormente trabajó en los campos de exterminio de Bełżec y Sobibor durante la Operación Reinhard.  
Su padre, un trabajador ferroviario, falleció en 1917. Ernst asistió ocho años a una escuela pública antes de empezar a trabajar como leñador en varios estados. Para 1930, Zierke estaba desempleado y se hizo miembro del Partido nazi y las SA. Se capacitó como enfermero en el hospital de Neuruppin, tras lo cual recibió un cargo permanente de servicio civil.
A fines de 1939, fue reclutado para formar parte de la Aktion T4, donde trabajó como enfermero en el programa de eutanasia en los centros de gaseado de Grafeneck y Hadamar. A fines de 1941, fue transferido al hospital de Eichberg. De enero a marzo de 1942, formó parte de la Organización Todt en Rusia y, luego, regresó a Eichberg. De junio de 1942 a marzo de 1943, fue miembro del equipo del campo de exterminio de Belzec. En Bełżec, Zierke trabajó principalmente en la rampa de descarga de los vagones de transporte que llegaban y supervisó el proceso de desvestir a las víctimas antes de hacerlas ingresar a las cámaras de gas.
Después estuvo destinado brevemente en el campo de Dorohucza, desde donde fue enviado al campo de exterminio de Sobibor el 5 de noviembre de 1943. La tarea asignada a Zierke en Sobibor era supervisar el desmantelamiento de las estructuras del campo. Zierke participó en el asesinato en masa del último grupo de más de treinta «trabajadores judíos» (Arbeitsjuden) que habían desmantelado el campo. Zierke fue absuelto en el juicio de Bełżec, llevado a cabo en Múnich en 1964, y fue liberado durante el juicio de Sobibor en La Haya por motivos de salud.